# El Cisne (parroquia de Loja)
El Cisne es una parroquia de la provincia de Loja - Ecuador, está ubicada a 74 km de la ciudad de Loja a una altitud de 2440 m s. n. m., tiene una temperatura de 14 °C a 21 °C. Cuenta con una población de 1,532 habitantes. Se estimó en 2015, que alrededor de 20,000 feligreses se congregan en el mes de agosto, para una tradicional procesión.
Es considerada como una de las parroquias rurales más importantes de Loja y uno de los centros religiosos católicos más significativos del país.
El 30 de mayo y el 15 de agosto se celebran sus principales festividades. La realizada en agosto es un acto religioso importante para los católicos del país, la tradicional procesión en devoción a la Virgen de El Cisne hasta la ciudad de Loja, la tarde del 20 de agosto la imagen ingresa a Loja para presidir las posteriores festividades religiosas, comerciales y agrícolas que desde 1824 se efectúan el 8 de septiembre, según decreto de Simón Bolívar. La imagen regresa a su santuario, la primera semana de noviembre.

## Historia
Antes del año 1500, la zona estuvo poblada con presencia de los Paltas en cinco Señoríos, incluyendo Calvas, Garruchambas, Ambocas, Chaparra y Malacatos-Vilcabamba.
En el año 1594 ocurre la aparición de la Virgen de El Cisne según "Los anales de Montesinos", lo cual motiva la construcción de una iglesia. En el mismo año, el nombre "El Cisne" es establecido por el obispo Luis López de Solís.
En 1617, se produce el desarraigo de los habitantes del Chayalama a Chuquiribamba, acompañado del incendio del primer templo de la Virgen de El Cisne. Esto fue resultado de la orden del licenciado Diego de Zorrilla, "Oidor de la Real Audiencia de Quito", quien instó a quemar los ranchos y enviar a los nativos a Chuquiribamba para facilitar el proceso de evangelización. La llegada al nuevo lugar estuvo marcada por una tormenta y viento que destruyó las viviendas, generando el pedido de los nativos a los colonos de abandonar el lugar.
En 1680 hay una apropiación de la fiesta de la Virgen por parte del poder en Loja y desplazamiento de los indígenas en la organización de la fiesta.
En el 1736 llega el proceso de legitimación de tierras a favor de los pobladores del Chayalama. José Manuel Sánchez y Juan Ramón Ortega y Alba se vieron obligados a retirarse de las fincas en disputa, devolviendo las tierras a la Cofradía de la Virgen de El Cisne.
En 1829, se firma el decreto bolivariano para la instauración de la feria de Loja durante la festividad de Nuestra Señora de El Cisne.
En el año 1873 el Cisne es elevado a la categoría de parroquia civil bajo la presidencia de Gabriel García Moreno, separándose definitivamente de Chuquiribamba. Finalmente fue nombrada parroquia rural de Loja en el año de 1986.

## Basílica de El Cisne
El santuario fue agrandado con forme pasó el tiempo, hasta la Coronación Canónica de la Virgen de El Cisne el 8 de septiembre de 1930, año en que por iniciativa de la Diócesis de Loja se planificó la construcción de una basílica inimaginable hasta entonces, por el relieve de la región, las precipitaciones rocosas que hay en el lugar y el acantilado, la construcción del templo estuvo a cargo del presbítero Ricardo Fernández, se planificó su estilo ojival, con estilo gótico y de color celeste, la excavación del lugar y la construcción de las bases,  Se terminó de construir en el año 1934, pero con el pasar de las décadas se agrandó la basílica para abastecer la gran demanda de devotos que llegaban al templo con cuatro reconstrucciones en total.En un principio se construyó pensado para rendir culto a la Virgen de El Cisne, cuyos devotos superan los 5 millones de fieles al año, que se reúnen en una procesión que comienza desde el templo hasta la ciudad de Loja donde termina con una celebración eucarística en la catedral central de la ciudad.
El 12 de agosto de 1979 se celebró la consagración y inauguración del nuevo Santuario. Obispos consagrantes: Mons. Ernesto Álvarez Álvarez, arzobispo de Cuenca, Mons. Alberto Zambrano Palacios, obispo de Loja, Mons. Antonio González Zumárraga, obispo de Machala, Mons. Raúl Vela Chiriboga, obispo de Azogues y el Mons. Jorge Mosquera, obispo de Zamora.En 1980, el papa Juan Pablo II lo elevó a categoría de Basílica Menor y en 2018 la Conferencia Episcopal Ecuatoriana lo declara Santuario Nacional. 

## Romería de la Virgen de El Cisne
Cada año alrededor de 20,000 peregrinos, acuden a la romería de la Virgen del Cisne que se realiza desde el 17 de agosto al 20 de agosto. En el trayecto de una caminata que traslada la imagen de la Virgen desde su santuario hasta Loja se recorre alrededor de 75 kilómetros en tres días. 
El 17 de agosto la procesión comienza desde El Cisne (lugar donde está su santuario). La Virgen del Cisne arriba a la parroquia de San Pedro de la Bendita ese mismo día. Después, el 18 de agosto, la Virgen del Cisne parte con rumbo a Catamayo, donde permanece hasta el 19 de agosto y continua su viaje el 20 de agosto con dirección a la ciudad de Loja, la ciudad capital de la provincia homónima, donde es recibida por la ciudadanía lojana, la cual poseerá su custodia hasta su regreso al santuario el 1 de noviembre. 